# Duró Győző
Duró Győző (Nagykanizsa, 1953. szeptember 5. –) magyar dramaturg, a  Budapesti Katona József Színház alapító tagja, a Magyar Képzőművészeti Egyetem Látványtervező Tanszékének tanára, egyetemi docens.

## Életpályája
Szülővárosában a Landler Jenő Gimnázium és Szakközépiskola érettségizett, Országos Középiskolai Tanulmányi Verseny I. helyezettje magyar nyelv és irodalomból. 1973 és 1976 között a szegedi József Attila Tudományegyetem bölcsész hallgatója. Szegedi évei alatt tagja volt a nagy hírű Szegedi Egyetemi Színpadnak. 1976-tól az Eötvös Loránd Tudományegyetemen folytatta tanulmányait, tagja az Eötvös Kollégiumnak.
Utolsó egyetemi évében a szolnoki Szigligeti Színház ösztöndíjas lektora. 1987 és 1989 között kulturális csereegyezmény keretében a Japán Oktatási Minisztérium (MONBUSÓ) ösztöndíjasa, a tokiói Nihon Daigakun Egyetemen a tradicionális japán színjátéktípusokat tanulmányozta.
2002-től a szabad művészetek doktora.

## Színházi státuszban
- 1978 Szolnoki Szigligeti Színház dramaturg
- 1979 Budapesti Nemzeti Színház dramaturg
- 1982-1989 Budapesti Katona József Színház dramaturg
- 1991-2001 Veszprémi Petőfi Színház irodalmi vezető, dramaturg
- 1993-2001 Debreceni Csokonai Színház dramaturg
- 1994-1998 Budapesti Új Színház dramaturg
- 2002-től - a szombathelyi Savaria Történelmi Karnevál Színházának művészeti vezetője
- 2003-2004 Budapesti Nemzeti Színház vezető dramaturg

## Oktatói pályafutás
- 1980-óta, különféle státuszokban tanít a Magyar Képzőművészeti Főiskola Díszlet- és Jelmeztervező valamint Művészettörténeti Tanszékén. 2002-től a Látványtervező Tanszék egyetemi docense.
- Színház- és drámatörténetet, illetve elméletet, drámaelemzést és gyakorlati dramaturgiát tanított az amatőr-színjátszó mozgalom rendezőképző tanfolyamain valamint a Miskolci Bölcsész Egyesület Színháztudományi Tanszékén.
- 1990 és 1997 között, majd 2005-től  óraadó tanár a Színház- és Filmművészeti Főiskolán illetve jogutódján.
- 1996 és 1998 között a Zsámbéki Katolikus Tanítóképző Főiskola Drámapedagógiai Tanszékén szervezett posztgraduális képzés keretében oktatott. Mesterkurzust tartott a marosvásárhelyi Szentgyörgyi István Színművészeti Főiskolán, 1996-ban és 1997-ben. Abban az évben a távol-keleti színjátéktípusokról féléves kurzust tartott  a pécsi Janus Pannonius Tudományegyetem Bölcsészettudományi Karán

## Közéleti, társadalmi szerepvállalásai
- 1992-2000 A Színházi Dramaturgok Kamarája (1995-től: Céhe) elnökségi tagja
- 1993-1997 A Magyar Színházművészeti Szövetség választmányi tagja
- 1994-1997 A művelődési és közoktatási miniszter mellett működő, 12 tagú Országos Színházművészeti Tanács tagja
- 1996-1997 A Nemzeti Színház Tervpályázata szakértői bizottságának tagja
- 2001-től - a Jászai Mari-díj Kuratóriumának tagja

## Dramaturgiai munkáiból
- Rendező: Székely Gábor

Shakespeare:
Troilus és Cressida (1980)
Ahogy tetszik (1983)
Coriolanus
- Bulgakov: Menekülés (1984)

Füst Milán:
Boldogtalanok (1978); (1982)
Catullus (1987)
- Mrożek: Emigránsok (1980)
- Szuhovo-Kobilin: Tarelkin halála (1981)
- Molière: Don Juan (1995)
- Rendező: Paál István
  - Edward Albee: Nem félünk a farkastól (1978)
  - Márton László: A szabadság vendége (1992)

| - Rendező: Kerényi Imre - Tolsztoj - Rozovszkij: Legenda a lóról (1978) - Bernstein - Wheeler: Candide (1979) - Rendező: Ascher Tamás - Kroetz: Meierék (1980) - Rendező:Ács János - Heinrich von Kleist: Amphytrion (1985) - Rendező: Merő Béla - Goldoni: A kávéház (1982) - Sorescu: Anyaöl (1983) - Beaumarchais: Figaro házassága (1985) - Vörösmarty Mihály: Csongor és Tünde (1987) - Sütő András: Káin és Ábel (1989) - Spiró György: Kőszegők (1990) - Molière: Gömböc úr (2002) - Rendező: Lendvai Zoltán - Gozzi: Szarvakirály (1990) - Synge: A nyugati világ bajnoka (1991) - Bohumil Hrabal: Bambini di Praga (1993) - Rendező: Vándorfi László - Sárosi István: A húszmilliomodik év (1991) - Kovács Attila - Asztalos István: Börtönmusical (1992) - Szigethy András: Kegyelem (1998) - Rendező: Bor József - Márai Sándor: A kassai polgárok (1991) - Rendező: Krámer György - Csukás István: Gyalogcsillag (1991) - Gabnai Katalin - Rossa László: Táltos János (2000) - Tolsztoj: Legenda a lóról (2001) - Rendező: Szegvári Menyhért - Sultz Sándor: És a hősök hazatérnek (1991) - Rendező: Vince János - Molnár Ferenc: Liliom (1992) - Rendező: Lengyel Pál - Lázár Ervin: Bab Berci kalandjai (1992) - Rendező: Ivánka Csaba - Kovács Attila - Asztalos István: Szellőjáró köpenyeg (1993) - Rendező: Lengyel György - Spiró György: optimista komédia (1992) - Ibsen: Hedda Gabler (1994) - Mozart: Figaro házassága (1996) - Szabó Magda: És ha mégis, uram? (1997) - Rendező: Balikó Tamás - Jean Anouilh: Becket avagy Isten becsülete (1994) - Molnár Ferenc: Az ördög (2003) - Háy János: Senák (2004) | - Rendező: Bocsárdy László - Euripidész: Iphigénia Auliszban (1995) - Ibsen: A nép ellensége (1996) - Rendező: Bajcsay Mária - O’Neill: Boldogtalan hold (1999) - Rendező: Pinczés István - Antik görög tragédiákból: A sors gyermekei (1994) - Rendező: Holl István - Zerkovitz Béla - Szilágyi László: Csókos asszony (1994) - Rendező: Gabnai Katalin - Gabnai Katalin: A mindenlátó királylány (1998) - Rendező: Balázs Péter - Hunyady Sándor: Feketeszárú cseresznye (1997) - Bíró Lajos: Sárga liliom (1999) - Rendező: Valló Péter - Jean Anouilh: A csábítás művészte (2002) - Rendező: Csiszár Imre - Shaw: Szent Johanna (1995) - O’Neill: Utazás az éjszakába (1999) - Rendező: Hargitai Iván - Dorst: Merlin avagy a puszta ország (1995) - Büchner: danton halála (2001) - Csehov: Három nővér (2004) - Rendező: Szilágyi Tibor - Patrick Hamilton: Gázláng (1999) - Rendező: Parászka Miklós - Páskándi Géza: László, szent király (2000) - Rendező: Léner Péter - Horváth Péter: Kilencen, mint a gonoszok (2002) - Rendező: Sopsits Árpád - Michel de Ghelderode: Kószál a nagy kaszás (2003) *Rendező: Rázga Miklós - - Pirandello: Ártatlan bűnök (2002) - Rendező: Nagy Viktor - Pirandello: IV. Henrik (2003) - Rendező: Béres Attila - Hamvai Kornél - Varró Dániel: Szombathelyi pajzánságok (2004) - Rendező: Horgas Ádám - Plautus: A bögre (2005) |

## Társszerző
- - Novák Péter - Rossa László: Hófehérke és a hét törpe
- - Bella István - Vedres Csaba: Szent Márton-játék
- - Benedek Elek - Rossa László: Többsincs királyfi

## Elismerései
- Bálint Lajos-vándorgyűrű (1991)
- Jászai Mari-díj (1994)
- Széchenyi Professzori Ösztöndíj (1999–2002)